# بلدة سانت جوزيف تشارتر (ميشيغان)
سانت جوزيف تشارتر (بالإنجليزية: St. Joseph Charter Township, Michigan)‏ هي بلدة تقع بولاية ميشيغان في الولايات المتحدة. تبلغ مساحتها 18 (كم²)، وترتفع عن سطح البحر 198 م، بلغ عدد سكانها 10028 نسمة في عام تعداد الولايات المتحدة 2010 حسب إحصاء مكتب تعداد الولايات المتحدة وتصل الكثافة السكانية فيها 582.4 نسمة/كم2.

## وصلات خارجية
- sjct.org
- The US50 - Cities and Towns in Michigan State
- Michigan Cities and Towns, Facts, Map, Flag, Colleges, Government, and More